# Nicrophorus
Nicrophorus Fabricius, 1775 è un genere di coleotteri della famiglia Silphidae.

## Tassonomia
Comprende le seguenti specie:
- Nicrophorus americanus
- Nicrophorus antennatus
- Nicrophorus apo
- Nicrophorus argutor
- Nicrophorus basalis
- Nicrophorus carolinus
- Nicrophorus charon
- Nicrophorus chilensis
- Nicrophorus concolor
- Nicrophorus confusus
- Nicrophorus dauricus
- Nicrophorus defodiens
- Nicrophorus didymus
- Nicrophorus distinctus
- Nicrophorus encaustus
- Nicrophorus germanicus
- Nicrophorus guttula
- Nicrophorus herscheli
- Nicrophorus heurni
- Nicrophorus hispaniola
- Nicrophorus humator
- Nicrophorus hybridus
- Nicrophorus insignis
- Nicrophorus insularis
- Nicrophorus interruptus
- Nicrophorus investigator
- Nicrophorus japonicus
- Nicrophorus kieticus
- Nicrophorus lunatus
- Nicrophorus maculifrons
- Nicrophorus marginatus
- Nicrophorus melissae
- Nicrophorus mexicanus
- Nicrophorus mongolicus
- Nicrophorus montivagus
- Nicrophorus morio
- Nicrophorus nepalensis
- Nicrophorus nigricornis
- Nicrophorus nigrita
- Nicrophorus oberthuri
- Nicrophorus obscurus
- Nicrophorus olidus
- Nicrophorus orbicollis
- Nicrophorus pliozaenicus
- Nicrophorus podagricus
- Nicrophorus przewalskii
- Nicrophorus pustulatus
- Nicrophorus quadraticollis
- Nicrophorus quadrimaculatus
- Nicrophorus quadripunctatus
- Nicrophorus reichardti
- Nicrophorus reticulatus
- Nicrophorus satanas
- Nicrophorus sausai
- Nicrophorus sayi
- Nicrophorus schawalleri
- Nicrophorus scrutator
- Nicrophorus semenowi
- Nicrophorus sepulchralis
- Nicrophorus sepultor
- Nicrophorus smefarka
- Nicrophorus tenuipes
- Nicrophorus tomentosus
- Nicrophorus trumboi
- Nicrophorus ussuriensis
- Nicrophorus validus
- Nicrophorus vespillo
- Nicrophorus vespilloides
- Nicrophorus vestigator

### Alcune specie

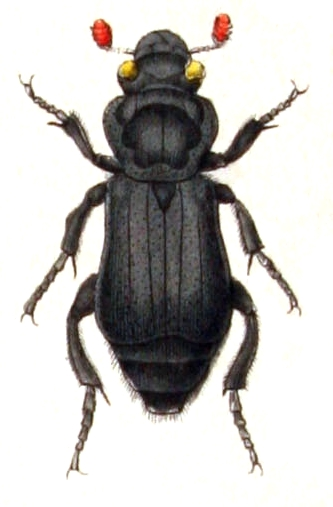
Nicrophorus humator
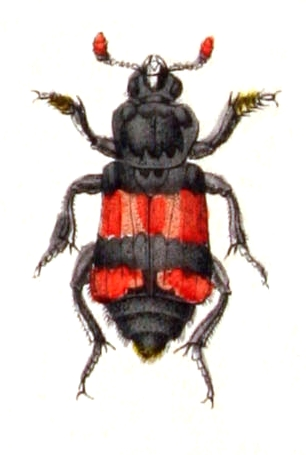
Nicrophorus investigator
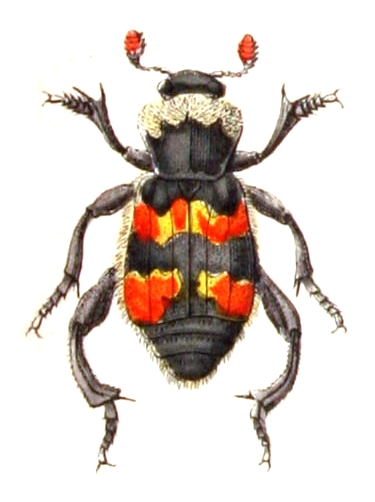
Nicrophorus vespillo
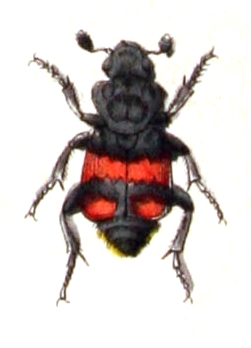
Nicrophorus vespilloides
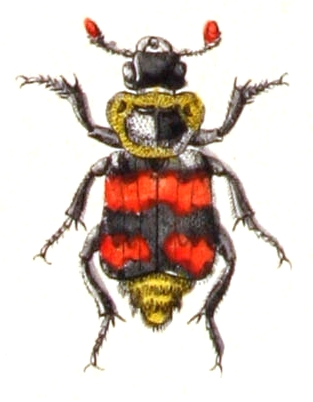
Nicrophorus vestigator